# Spremberger Turm
Der Spremberger Turm ist ein ehemaliger Wehrturm in Cottbus in Brandenburg. Er befindet sich in der Cottbuser Altstadt am südlichen Ende der im Umgangssprachgebrauch als „Sprem“ bezeichneten Spremberger Straße. Die erste Anlage des Spremberger Turms als Torturm des Spremberger Tores stammt aus dem 13. Jahrhundert. Der Turm wurde im Lauf der Jahrhunderte mehrfach umgestaltet und mit neuen Elementen versehen. Er kann seit 2007 an vielen Tagen des Jahres ohne Voranmeldung bestiegen werden. Von der Aussichtsplattform in 28 m Höhe bietet sich eine Aussicht über die Stadt Cottbus bis weit in die Umgebung.

## Geschichte

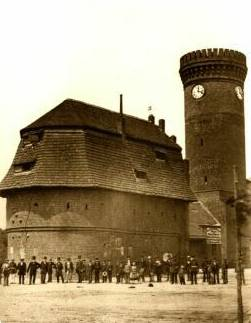
Spremberger Turm mit der Bastei (ca. 1875)

Die Stadt Cottbus wurde urkundlich erstmals 1156 erwähnt, in dieser Zeit dienten noch einfache Holzpalisaden zur Stadtbefestigung. Im 13. oder 14. Jahrhundert wurde der Spremberger Turm dann als Torturm des Spremberger Tores errichtet. Nachdem Cottbus 1429 dem Hussitensturm standhielt, wurden infolge dessen die Stadtbefestigungen nochmals verstärkt.
Im Jahr 1773 erhielt der Spremberger Turm für Baukosten von 170 Talern durch den Zimmermeister Fritsch eine barocke Schweifhaube mit Laterne, ein Jahr später kamen eine Turmuhr und eine Glocke aus der Festung Peitz hinzu. Die Haube wurde im Jahr 1810 beschädigt und musste wieder abgerissen werden. Daraufhin wurde mit den Planungen für einen Wiederaufbau des abgetragenen Turmteils begonnen, nachdem 1818 mehrere Kostenanschläge veranlasst wurden, kam es allerdings zu einer längeren Unterbrechung. Erst 1823 begann der preußische Bauinspektor Brasch mit einem Entwurf für die Rekonstruktion des Turms, die Pläne wurden von Karl Friedrich Schinkel genehmigt. Die Ausführung erfolgte unter Leitung von Friedrich Wilhelm Schneider. Zunächst wurde der Turmschaft durch den Maurermeister Schneider aufgemauert und mit Zinnen versehen, dafür wurden Steine aus dem Sandower Tor verwendet. Des Weiteren erhielt der Turm eine neue Glocke und eine neue Uhr.
Im Jahr 1847 wurde im Spremberger Tor ein Durchgang für Fußgänger geschaffen, bevor es 1875 abgerissen wurde. Nach einer fotografischen Dokumentation wurde die dem Turm vorgelagerte Bastion am Spremberger Tor 1878 und 1879 ebenfalls abgetragen. Im Jahr 1890 erfolgte eine durch den Cottbuser Architekten Ewald Schulz ausgeführte Renovierung, dabei wurde das Turmportal ergänzt. Erstmals 1903 und bis 1974 fuhr die Straßenbahn durch die Spremberger Straße. 1904 wurde der Promenadenring um die Cottbuser Altstadt durch den Verschönerungsverein vollendet, um 1950 erfolgte die Beseitigung des Spremberger Walls. Um 1970 wurde von der Bernhard Zachariä GmbH eine neue Turmuhr mit Viertelstunden- und Stundenschlag eingebaut, für selbige war bereits 1985 eine Generalreparatur notwendig.
Nach der deutschen Wiedervereinigung und der Neugründung von Bundesländern wurde 1998 der Cottbuser Turmverein e. V. gegründet. Im Jahr 2000 konnte der Spremberger Turm umfassend saniert werden. Seit Mai 2007 ist der Turm wieder für Besucher zugänglich. Am 28. Februar 2014 liefen Fördermittel der EU und des Landes Brandenburg aus, so dass ab März 2014 der Turm nur noch im Rahmen von Führungen geöffnet war. Im März 2014 fand sich eine Bürgerinitiative um Gilbert Gulben und Benjamin Andriske zusammen, um das Wahrzeichen der Stadt auf Vereinsbasis wieder für Touristen zu öffnen. Himmelfahrt 2014 fand eine erste Sonderöffnung statt, bei der 300 Besucher den Turm hinaufstiegen. Zu Pfingsten erfolgte eine zweite Öffnung, gleichzeitig eine Crowdfundingkampagne für Turmpatenschaften.

## Technische Daten

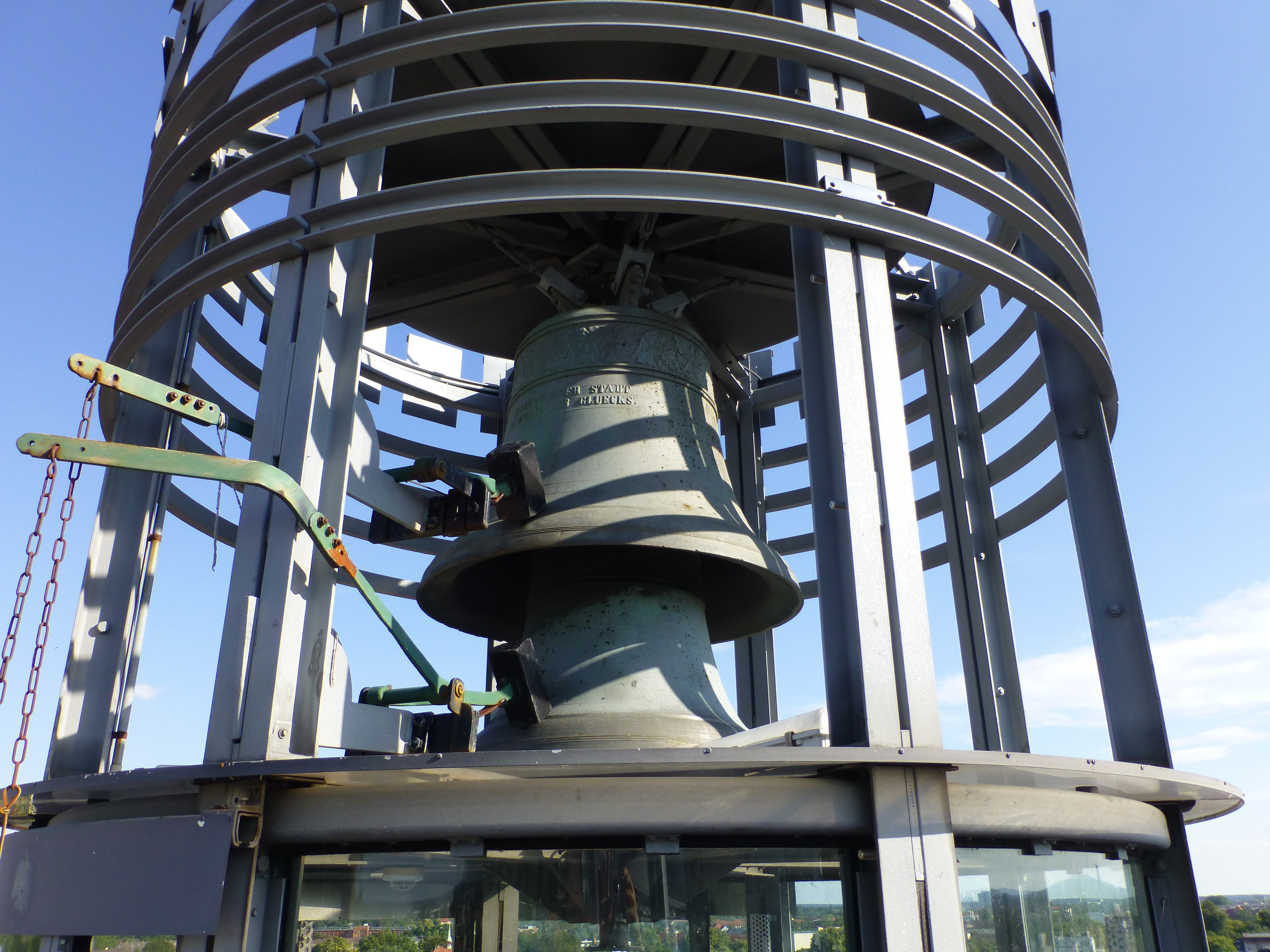
Glockenstuhl

Der Spremberger Turm hatte ursprünglich eine Höhe von 28,60 Metern bis zur Oberkante der Zinnen, durch den nachträglich aufgebauten Glockenstuhl beträgt die Gesamthöhe heute ca. 31 Meter. Die Aussichtsplattform liegt bei 28 Metern Höhe. Der Sockeldurchmesser beträgt 8,89 Meter, der Turmkörper selbst umfasst 7,67 Meter Durchmesser. Die Wand des Turmschafts hat eine Dicke von 1,61 Metern. Zur Aussichtsplattform führen insgesamt 131 Stufen.